# Povilas Vaitonis
Povilas (Paul) Vaitonis (Užpaliai, Lituânia, 15 de agosto de 1911 — Hamilton, Canadá, 23 de abril de 1983) foi um mestre internacional de xadrez lituano-canadense. Sagrou-se cinco vezes campeão lituano e duas vezes campeão canadense. 
Suas estatísticas totais nas olimpíadas para a Lituânia foram 18 (+36 -29 =18).